# Franz Maria Ingenmey
Franz Maria Ingenmey (né en 1830 à Bonn, mort le  2 juin 1878 à Düsseldorf) est un peintre et un lithographe allemand.

## Biographie
En 1851, Ingenmey est employé comme lithographe dans l'institution artistique de Ferdinand Piloty et Joseph Loehle (Piloty & Löhle) à Munich. Là, il reçut préalablement la formation nécessaire. Élève de l'autodidacte Erich Correns, il suit une formation de peintre à partir de 1854. En 1859, il se tourne vers la peinture et s'installe finalement à Düsseldorf en 1861, où il devient membre de l'Association des artistes de Düsseldorf (de) pour le soutien et l'entraide et de Malkasten.

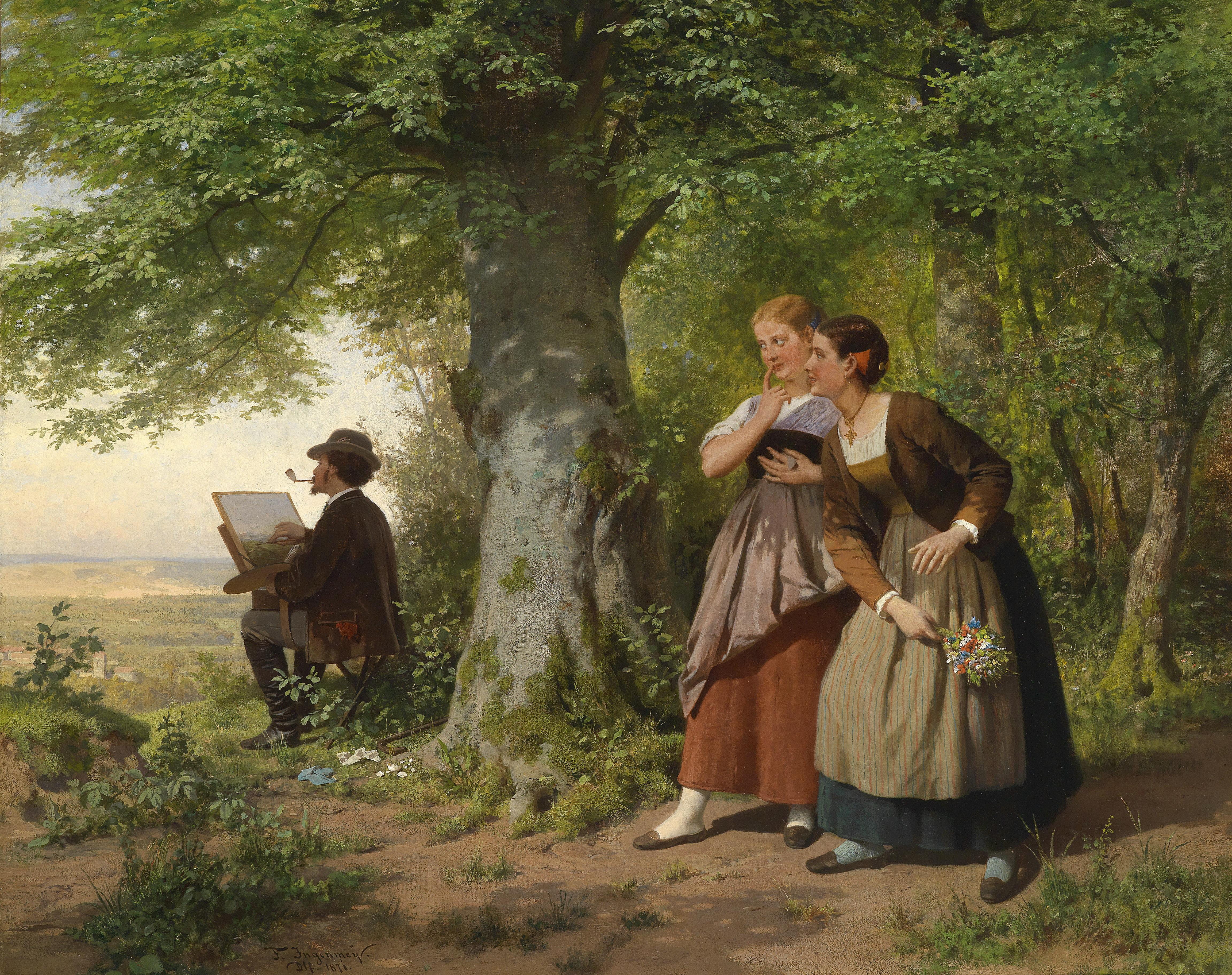
L'Artiste admiré, 1871.

Ingenmey participe à de nombreuses expositions à Düsseldorf, mais aussi à Berlin, Munich et Vienne avec ses œuvres, des représentations intimes de personnages individuels, des scènes de personnages champêtres et humoristiques et des images de contes de fées. Dans le cadre de son travail de lithographe à Munich, il réalise des reproductions de peintures, notamment pour l'album du roi publié par Piloty & Loehle, qui fut présenté au roi de Bavière Louis Ier le 9 octobre 1850, L'Adoration des mages d'après Carl Flegel, Agar et Ismaël dans le désert d'après Julie von Egloffstein, Portrait d'enfant (couronnant le buste de Louis Ier) d'après Bodo Winsel (de) (1806-1865), Vétéran bavarois d'après Anton Kölbl, Les Adieux de Ruth à Noemi d'après Max von Menz ou le portrait d'Augusta de Saxe-Weimar-Eisenach par Friedrich Dürck.
Des gravures sur bois basées sur les modèles d'Ingenmey paraissent comme illustrations pour Die Gartenlaube en 1869. Il participe notamment pendant plusieurs années au Düsseldorfer Künstler-Album d'Arnz & Comp., dont des portraits de Wilhelm Camphausen (1863), Georgine Schubert (de) (1864), Le Scribe secret d'après Albert Kindler (1866) et Dans la vigne (1875).